# Membranipora dorbignyana
Membranipora dorbignyana is een uitgestorven mosdiertjessoort uit de familie van de Membraniporidae. De wetenschappelijke naam van de soort is voor het eerst geldig gepubliceerd in 1900 door Ferdinand Canu.